# José Antonio Gavira
José Antonio Gavira Cortés (Sevilla, España; 9 de junio de 1960) es un periodista, presentador de televisión, locutor de radio, actor y actor de doblaje español.

## Trayectoria
Licenciado en Ciencias de la información, rama de Periodismo, por la Facultad de Ciencias de la Información (Universidad Complutense de Madrid) y formado como actor en la Escuela de Arte Dramático de Sevilla, empieza su trayectoria profesional en la radio en 1980, trabajando en La Voz del Guadalquivir, emisora sevillana que luego se integró en Radiocadena Española. En esa etapa compartió labor informativa con profesionales como Pilar del Río. 
En 1981 ingresó en el diario Nueva Andalucía como reportero. Un año después ya era responsable de la información de Sucesos.
A la vez que trabaja en radio y prensa escrita, entre 1980 y 1983 trabajó como actor profesional en espectáculos como El gran teatro del mundo (Pedro Calderón de la Barca), Entre todos lo mataron (Jerónimo López Mozo) y La señorita cortijera y el aperaó (José Antonio Garmendia).
En 1982 ficha por la Cadena SER, donde trabajó como redactor durante cuatro años. En esa etapa formó parte del equipo que recibió el Premio Ondas por el primer informativo de radio regional de la historia de España.
En 1986 fue nombrado director de los Servicios Informativos de la COPE en Andalucía, cargo en el que permaneció hasta 1991.
En 1990 es presentador en Canal Sur Televisión del programa de debate en directo Encuentros.
En 1991 pasa a presentar los informativos de la televisión autonómica durante tres años. En ese periodo se celebró la Exposición Universal de Sevilla de 1992 desde donde informó en directo en numerosas ocasiones.
Al mismo tiempo y compaginándolo con su labor en televisión, es actor de doblaje entre 1992 y 2015, poniendo voz a personajes de cine y series de televisión, especialmente de dibujos animados, como la del protagonista de Dragon Ball, Son Gokū, a quien dobló en más de 100 capítulos en los animes y en la mayoría de los largometrajes.
En 1993 ficha por Antena 3 Noticias como subdirector y presentador de la edición de las 15:00 horas junto a Olga Viza. En esa etapa se produjo por primera vez el sorpasso en audiencia a los Telediarios de TVE por un informativo de la televisión privada. Posteriormente, Antena 3 le encomienda la presentación del programa Se busca entre 1995 y 1996, que invitaba a participar en la localización de personas desaparecidas y delincuentes perseguidos por la Policía. Finalizada esta etapa, en 1997 se hace cargo de la dirección de Informativos de Antena 3 en Las Palmas.
En 1999 asume la dirección del Diario de Andalucía, único periódico de la época que sólo se distribuía en las ocho provincias de la comunidad. Más adelante, entre 2000 y 2001, dirige y presenta el programa Salud al día en Canal Sur Televisión. 
En 2001 es contratado por Radio Televisión de Castilla-La Mancha. En el canal regional permaneció 15 años, dirigiendo y presentando informativos de muy diversos formatos (CMT Noticias 2 con Mari Pau Domínguez y Mariló Leal hasta 2005, Panorama CMT, redactor de las áreas de Sociedad y Cultura, jefe del área de Internacional...) hasta su regreso a la radio. También formó parte del Comité de Empresa de la cadena.
En 2014 se presentó a las primarias de UPYD para elegir al candidato de la formación a la Presidencia de la Junta de Comunidades de Castilla-La Mancha en las elecciones a las Cortes de Castilla-La Mancha de 2015.
En 2016 retorna a la radio con un espacio semanal de entrevistas en CMM Radio. Al año siguiente y hasta 2020, dirige y presenta Pasaba por aquí, el programa nocturno de CMM Radio y entre 2021 y 2022 dirige y presenta Ahora Salud, programa de divulgación sanitaria emitido por la radio pública castellanomanchega.
En 2025 se retiró de todos sus compromisos profesionales. Ahora vive dedicado a viajar y colabora desinteresadamente con organizaciones de ayuda solidaria.

## Doblaje
- Principal sospechoso: Operación Nadine (2.ª parte) (1993) - Presentador de noticias / Comentarista deportivo.
- Una llama en el espacio (1994) - Operador de radio.
- Dragon Ball Z - Son Gokū (episodios 56-167) / Bardock / Recoome / Raditz / Gogeta.[4][5][6][7][8][9]